# Good Morning, Boys
Good Morning, Boys is een film met Will Hay uit 1937, geregisseerd door Marcel Varnel en uitgebracht door Gainsborough Pictures. Hay speelde hierin zijn vast typetje Dr. Benjamin Twist. Graham Moffatt speelde de rol van de sluwe Albert en Martita Hunt vertolkte Lady Bogshott.

## Verhaal
Dr. Benjamin Twist is een incompetente leerkracht wetenschappen op de kostschool Saint Michael's, die niet het geringste gezag heeft en liever met zijn leerlingen op de paardenrennen wedt. Op een dag krijgt hij bezoek van de onderwijsinspectie onder leiding van kolonel Willougby-Gore. Die is niet onder de indruk, en dwingt Twist om zijn onderwijsmethoden voor de onderwijscommissie uit de doeken te doen. Twist bedenkt alle mogelijke uitvluchten en beweert dat hij een uniek systeem heeft ontwikkeld op basis van de astrologische eigenschappen van zijn leerlingen.
De vader van een van Twists leerlingen is lid van een criminele bende, en wanneer hij verneemt dat Twist zijn klas naar Parijs wil meenemen om te bewijzen dat ze goed Frans kunnen spreken, rijpt bij hem het plan om de leerlingen te gebruiken voor een diefstal van de Mona Lisa.
Yvette, een Française die schilderslessen volgt, zit mee in het complot en poogt Twist week te maken door hem naar een burlesk cabaret mee te nemen. Tot zijn verrassing ziet hij dat zijn leerlingen hetzelfde dubieuze etablissement hebben bezocht. Twist moet een speech voor de Franse minister van Onderwijs voorbereiden, maar hij heeft het probleem dat hij nauwelijks een paar woorden Frans kan spreken.
Tijdens een rondleiding door het Louvre vervangt de bende de Mona Lisa door een door Yvette vervaardigde kopie. Het origineel stoppen ze in de bagage van Twist, om het te laten lijken alsof hij het schilderij gestolen heeft.
Er volgt een heleboel verwarringen, en Albert heeft door wat er gebeurd is. Hij vervangt de Mona Lisa in Twists paperassen door een idiote tekening. Wanneer Twist zijn toespraak houdt, is heel Frankrijk in schok omtrent de diefstal van het schilderij. Tijdens zijn rampzalige speech, die hij dan maar uit arren moede in het Engels voortzet, treedt Cliquot, de leider van de bende, als politieagent vermomd de zaal binnen en zegt dat Twist de dief van de Mona Lisa is, die namelijk in de koker zit die die bij zich heeft. De verontwaardigde minister opent de koker, en vindt alleen Twists 'astrologische onderwijsstudies'. Op dat moment komt Albert de zaal binnen en ontmaskert Cliquot. De minister biedt Albert onsterfelijke eer en een royaal vindersloon aan. Twist gaat gedeeltelijk akkoord, in die zin dat hij Albert de eer zeker wel gunt.

## Bezetting
| Acteur            | Personage              |
| ----------------- | ---------------------- |
| Will Hay          | Dr Benjamin Twist      |
| Martita Hunt      | Lady Bogshott          |
| Peter Gawthorne   | Col. Willougby-Gore    |
| Graham Moffatt    | Albert                 |
| Fewlass Llewellyn | de decaan              |
| Mark Daly         | Arty Jones             |
| Peter Godfrey     | Cliquot                |
| C. Denier Warren  | Minister van Onderwijs |
| Lilli Palmer      | Yvette                 |
| Charles Hawtrey   | Septimus               |